# La donna della domenica
La donna della domenica is een Frans-Italiaanse film van Luigi Comencini die werd uitgebracht in 1975.

## Samenvatting
In het Turijn van het begin van de jaren zeventig wordt Salvatore Santamaria, een eenvoudige politie-inspecteur afkomstig uit Zuid-Italië, belast met de moordzaak Garrone. Garrone was een seksueel geobsedeerde, ranzige en ordinaire architect die in de marge van de hogere Turijnse bourgeoisie leefde.  Zijn onderzoek leidt Santamaria naar die aristocratische wereld waar hij kennis maakt met Anna Carla, een mooie mondaine dame die getrouwd is met een aristocraat. Zij heeft het een beetje gehad met de recepties en de vernissages. Zij vertoeft heel dikwijls in het gezelschap van Massimo, haar homoseksuele vertrouwenspersoon. Tijdens de enquête stelt ze zich coöperatief op en Santamaria wordt verliefd op haar. Toch begint hij haar te verdenken. Wanneer ook Lello, Massimo's minnaar die zijn eigen onderzoek naar de moord voerde, wordt vermoord, geeft Santamaria zich meer en meer rekenschap dat corruptie en duistere zaakjes schering en inslag zijn in die wereld.

## Rolverdeling
| Acteur                 | Personage                        |
| ---------------------- | -------------------------------- |
| Marcello Mastroianni   | commissaris Salvatore Santamaria |
| Jacqueline Bisset      | Anna Carla Dosio                 |
| Jean-Louis Trintignant | Massimo Campi                    |
| Aldo Reggiani          | Lello Riviera                    |
| Maria Teresa Albani    | Virginia Tabusso                 |
| Omero Antonutti        | Benito                           |
| Gigi Ballista          | Vollero                          |
| Renato Cecilia         | Nicosia                          |
| Claudio Gora           | Garrone                          |
| Franco Nebbia          | Bonetto                          |
| Lina Volonghi          | Ines Tabusso                     |
| Pino Caruso            | De Palma                         |